# 琉球デイゴス
琉球デイゴス（りゅうきゅうデイゴス、RYUKYU DEIGOS）は、沖縄県浦添市を本拠地とする女子サッカークラブ。2022年より株式会社エナジックインターナショナルとスポンサー契約を結び、チーム名を「エナジック琉球デイゴス」としている。

## 概要
2014年7月設立。なでしこリーグ参入を目指し、沖縄県浦添市を拠点に、中城村、北中城村、金武町、西原町、恩納村で活動している。
練習グラウンドは、浦添市陸上競技場、北中城村しおさい公苑、金武町フットボールセンターがメイン。
トップチームのみならずユースチームも保有しており、JFA公認ライセンスを取得した女性スタッフ及び琉球デイゴス選手を中心に、サッカーを含めた様々な指導を行っている。

## 歴史

### 2015年
10月19日に、ブラジルのコリンチャンス下部組織にも在籍し、ブラジルやイタリアでプロサッカー選手として活躍し、引退後はINAC神戸レオネッサにてユース（U-18）コーチを歴任した八木秀一が新監督に就任。そして、沖縄県勢としては初の皇后杯出場を果たし、更にリーグ戦では九州女子サッカーリーグ2部への昇格も決めた。

### 2016年
3月14日、なでしこリーグや他の地域リーグなどから獲得した14人の新加入選手と、昨シーズンまで無かったユニフォームスポンサーを新たに発表した。九州女子サッカーリーグ1部への昇格に向け、盤石なチーム体制を整えた。開幕以降、着実に勝ち星を重ね、4試合を終えて全勝。9月1日時点での順位は、得失点差で首位を維持。だが、12月10日の第13節、東海大学付属福岡高等学校と対戦し、1-5で敗戦。連勝が止まってしまう。
翌日のリーグ最終戦第13節-2、九州共立大学を5-0で勝利。同日、1位の東海大学付属福岡高等学校が、3位のヴィクサーレ沖縄FCナビィータに1-5で敗れ、6勝1敗の成績で上位3チームが勝ち点で並んだ。この結果、得失点差で1位琉球デイゴス、2位東海大学付属福岡高等学校、3位ヴィクサーレ沖縄FCナビィータとなり、九州女子サッカーリーグ2部優勝と1部への昇格を決めた。　
シーズンオフには、八木秀一監督、又吉浩樹コーチの契約満了が発表された。

### 2017年
2017年シーズンに向けて、ユースチーム監督およびトップチームのコーチとして當山司と新たに契約。そして、日本女子代表で国際Aマッチ50試合の経験をもつと共に、千葉サッカークラブレディースの監督、東京国際大学女子サッカー部のコーチを歴任した山木里恵がトップチームの監督に就任する事になった。
開幕戦である東海大付属福岡高校との対決は3-0、第2戦の福岡女学院との対決は2-1でいずれも勝利した。最終的にリーグ戦を制したが、なでしこ・チャレンジリーグへの昇格に必要な資格を満たしていなかったためチャレンジリーグ入替戦には出場できず、2位となったヴィクサーレ沖縄FCナビィータが九州代表となった。

### 2018年
今シーズンより、全保連株式会社とのネーミングライツ契約によりチーム名を「全保連琉球デイゴス」に変更。チーム名変更に併せて、シンガーソングライターの足立佳奈を応援リーダーに任命して「Day by Day」を今シーズンのテーマソングとしたほか、エフエムよみたんとメディアパートナー契約を締結し九州リーグのホームゲーム全試合をインターネットテレビで生中継することも発表された。

### 2022年
エナジックインターナショナルとスポンサー契約を結び、チーム名を「エナジック琉球デイゴス」に変更。

## 成績・歴代監督
| 年度 | チーム名               | リーグ    | 順位                               | 勝点                               | 試合                               | 勝                                 | 分                                 | 敗                                 | 得                                 | 失                                 | 差                                 | 皇后杯   | 監督                |
| 2015 | 琉球デイゴス           | 沖縄県1部 |                                    |                                    |                                    |                                    |                                    |                                    |                                    |                                    |                                    | 1回戦    | 八木秀一            |
| 2016 | 琉球デイゴス           | 九州2部   | 優勝                               | 18                                 | 7                                  |                                    |                                    |                                    |                                    |                                    | 30                                 | 予選敗退 | 八木秀一            |
| 2017 | 琉球デイゴス           | 九州1部   | 優勝                               | 31                                 | 14                                 | 9                                  | 4                                  | 1                                  | 27                                 | 8                                  | 19                                 | 予選敗退 | 山木里恵            |
| 2018 | 全保連琉球デイゴス     | 九州1部   | 3位                                | 27                                 | 14                                 | 8                                  | 3                                  | 3                                  | 45                                 | 10                                 | 35                                 | 1回戦    | 山木里恵            |
| 2019 | 全保連琉球デイゴス     | 九州1部   | 3位                                | 26                                 | 14                                 | 8                                  | 2                                  | 4                                  | 18                                 | 11                                 | 7                                  | 1回戦    | 山木里恵            |
| 2020 | 全保連琉球デイゴス     | 九州1部   | 新型コロナウイルスの影響により中止 | 新型コロナウイルスの影響により中止 | 新型コロナウイルスの影響により中止 | 新型コロナウイルスの影響により中止 | 新型コロナウイルスの影響により中止 | 新型コロナウイルスの影響により中止 | 新型コロナウイルスの影響により中止 | 新型コロナウイルスの影響により中止 | 新型コロナウイルスの影響により中止 | 1回戦    | 山木里恵            |
| 2021 | 全保連琉球デイゴス     | 九州1部   | 3位                                | 13                                 | 7                                  | 4                                  | 1                                  | 2                                  | 17                                 | 9                                  | 8                                  | 予選敗退 | 山木里恵            |
| 2022 | エナジック琉球デイゴス | 九州1部   | 4位                                | 24                                 | 16                                 | 6                                  | 6                                  | 4                                  | 24                                 | 21                                 | 3                                  | 予選敗退 | 田口豊士            |
| 2023 | エナジック琉球デイゴス | 九州1部   | 2位                                | 32                                 | 14                                 | 10                                 | 2                                  | 2                                  | 33                                 | 12                                 | 21                                 | 2回戦    | 田口豊士            |
| 2024 | エナジック琉球デイゴス | 九州1部   | 2位                                | 26                                 | 14                                 | 8                                  | 2                                  | 4                                  | 27                                 | 15                                 | 12                                 | 予選敗退 | 諸岡信敬 / 渡辺樹里 |

## 所属選手・スタッフ
2021年

### スタッフ
| 役職             | 名前     | 生年月日 (年齢)       | 前職                             | 備考 |
| 監督             | 山木里恵 | 1975年10月2日（49歳） | 東京国際大学女子サッカー部コーチ |      |
| ユースチーム監督 | 當山司   | 1980年6月3日（44歳）  |                                  |      |
| コーチ           | 伊井清乃 | 1985年5月2日（39歳）  | 全保連琉球デイゴス 選手          |      |
| コーチ           | 渡辺樹里 | 1985年3月29日（40歳） | 全保連琉球デイゴス 選手          |      |
| トレーナー       | 今西博昭 |                       |                                  |      |
| トレーナー       | 幸地美咲 |                       |                                  |      |

### 選手
| Pos | No. | 選手名           | 生年月日 (年齢)        | 前所属                           | 備考   |
| GK  | 1   | 山本真穂         | 1991年6月9日（33歳）   | 熊本ルネサンスフットボールクラブ |        |
| GK  | 21  | 藤田花           |                        |                                  |        |
|     |     |                  |                        |                                  |        |
| DF  | 4   | 藤野愛子         | 1988年7月4日（36歳）   | ディオッサ出雲F.C.               |        |
| DF  | 5   | 鏡玲菜           | 1998年10月29日（26歳） | 大東文化大学                     | 新加入 |
| DF  | 14  | 金城愛理         |                        | 南葛SCウィングス                 |        |
| DF  | 15  | 堀夏実           | 1993年7月10日（31歳）  | 熊本ルネサンスフットボールクラブ |        |
| DF  | 16  | 西勝流奈         | 1998年3月19日（27歳）  | コノミヤ・スペランツァ大阪高槻   | 新加入 |
|     |     |                  |                        |                                  |        |
| MF  | 6   | 白圡莉那         |                        | 尚美学園大学                     |        |
| MF  | 7   | 金城恵奈         | 1988年6月9日（36歳）   | ディオッサ出雲F.C.               |        |
| MF  | 9   | 木村絵梨         | 1986年7月25日（38歳）  | 熊本ルネサンスフットボールクラブ |        |
| MF  | 10  | 山城見友希       |                        |                                  |        |
| MF  | 19  | 桃原彩花         |                        |                                  |        |
| MF  | 20  | 大屋夏希         | 1989年5月2日（35歳）   | 福岡J・アンクラス                |        |
|     |     |                  |                        |                                  |        |
| FW  | 8   | 青島雅           |                        | NGU名古屋FCレディース            |        |
| FW  | 23  | ヤミ・アデリーヌ |                        |                                  |        |

## ユニフォーム

### チームカラー
- 赤、    白

### ユニフォームスポンサー
| 掲出箇所 | スポンサー名               | 表記                           | 掲出年   | 備考            |
| 胸       | なし                       | -                              | -        |                 |
| 鎖骨     | 沖縄ヤマト運輸             | 沖縄ヤマト運輸                 | 2025年 - | 右側に掲出      |
| 背中上部 | 日本トランスオーシャン航空 | JTA 日本トランスオーシャン航空 | 2016年 - | 2016年はJTA表記 |
| 背中下部 | なし                       | -                              | -        |                 |
| 袖       | なし                       | -                              | -        |                 |
| パンツ   | なし                       | -                              | -        |                 |

### ユニフォームサプライヤー
- 2014年 - 2015年：mitre
- 2016年：JOGARBOLA
- 2017年 - 2019年：Las Chicos
- 2020年 - 2021年：ANGO
- 2022年 - 2024年：PixoAleiro
- 2025年 - 現在：不明

### 歴代ユニフォームスポンサー年表
| 年度 | 胸       | 鎖骨左         | 背中上部                       | 背中下部 | 袖    | パンツ前面 | パンツ背面 | サプライヤー |
| 2014 | -        | -              | -                              | -        | -     | -          | -          | mitre        |
| 2015 | -        | -              | -                              | -        | -     | -          | -          | mitre        |
| 2016 | Orion    | -              | JTA                            | -        | ALSOK | 全保連     | -          | JOGARBOLA    |
| 2017 | Zenhoren | -              | JTA 日本トランスオーシャン航空 | -        | -     | -          | -          | Las Chicos   |
| 2018 | Zenhoren | -              | JTA 日本トランスオーシャン航空 | -        | -     | -          | -          | Las Chicos   |
| 2019 | Zenhoren | -              | JTA 日本トランスオーシャン航空 | -        | -     | -          | -          | Las Chicos   |
| 2020 | Zenhoren | -              | JTA 日本トランスオーシャン航空 | -        | -     | -          | -          | ANGO         |
| 2021 | Zenhoren | -              | JTA 日本トランスオーシャン航空 | -        | -     | -          | -          | ANGO         |
| 2022 | Enagic   | -              | JTA 日本トランスオーシャン航空 | -        | -     | -          | -          | PixoAleiro   |
| 2023 | Enagic   | -              | JTA 日本トランスオーシャン航空 | -        | -     | -          | -          | PixoAleiro   |
| 2024 | -        | -              | JTA 日本トランスオーシャン航空 | -        | -     | -          | -          | PixoAleiro   |
| 2025 | -        | 沖縄ヤマト運輸 | JTA 日本トランスオーシャン航空 | -        | -     | -          | -          | 不明         |

※2015年まで胸部分にはデイゴスのチームロゴが入っていた。